# ویلیام ماهون
ویلیام ماهون (به انگلیسی: William Mahone) سناتور سابق عضو Readjuster بود. وی در سال ۱۸۸۱ تا ۱۸۸۷ میلادی سناتور ایالت ویرجینیا در سنای ایالات متحده آمریکا بود.